# Grażyna Krukówna
Grażyna Leokadia Krukówna-Schejbal (ur. 18 stycznia 1949 w Łodzi) – polska aktorka.

## Życiorys
W latach 1963–1967 kształciła się w XVI Liceum Ogólnokształcącym im. Henryka Sienkiewicza w Łodzi o profilu francuskim. W 1971 ukończyła studia aktorskie w Państwowej Wyższej Szkoły Filmowej, Telewizyjnej i Teatralnej w Łodzi.
Została doktorem sztuk teatralnych, pracuje jako adiunkt we wrocławskiej PWST.
Jej mężem został aktor Jerzy Schejbal, z którym ma dwie córki: Magdalenę (także aktorka) i Katarzynę.

## Filmografia
- 2021: Sexify jako dyrektorka akademika (odc. 7, 8)
- 2014: Prawo Agaty jako profesor Maria Werner (odc. 77)
- 2012: Pierwsza miłość jako Magda
- 2011: Głęboka woda jako nachalna klientka ośrodka
- 2006: Bezmiar sprawiedliwości (serial) jako Ławniczka
- 2006: Bezmiar sprawiedliwości jako Ławniczka
- 2002: Głośniej od bomb jako Teresa
- 1998–1999: Życie jak poker jako Okońska, matka Patrycji
- 1989: Konsul jako Janka
- 1989: Triumf ducha jako Julia
- 1989: Szklany dom jako mieszkanka kamienicy
- 1987: Pociąg do Hollywood jako Sandra, współlokatorka Merlin
- 1987: Zero życia
- 1986: Mewy jako lokatorka
- 1983: Dzień kolibra jako pielęgniarka
- 1982: Bluszcz jako Ala, przyjaciółka Kingi
- 1979: Słodkie oczy
- 1979: Kung-Fu jako Ewa
- 1978: Roman i Magda jako urzędniczka CBM
- 1977: Zanim nadejdzie dzień
- 1977: Tańczący jastrząb jako Nadgorliwa
- 1972: Zaraza jako siostra
- 1969: Jak rozpętałem drugą wojnę światową jako prostytutka

## Odznaczenia
- 2002: Złoty Krzyż Zasługi (2002, za zasługi w działalności na rzecz rozwoju kultury)[3][1]
- 2011: Srebrny Medal „Zasłużony Kulturze Gloria Artis”[4]